# Noriko Senge
Noriko Senge (em japonês: 千家 典子; nascida princesa Noriko de Takamado; Tóquio, 22 de julho de 1988) é um ex-membro da Casa Imperial do Japão e a segunda filha de Norihito, Príncipe Takamado e Hisako, Princesa Takamado. Ela se casou com Kunimaro Senge, um plebeu, em 5 de outubro de 2014. Como resultado, ela abdicou de seu título imperial e deixou a Família Imperial Japonesa, conforme exigido por lei.

## Biografia
A princesa Noriko nasceu no Hospital Aiiku, em Tóquio. Seu nome significa "criança benevolente" e foi escolhido por seu pai, o príncipe Norihito, filho do príncipe Takahito Mikasa, este tio paterno do imperador Akihito.
Ela tem uma irmã mais velha e uma irmã mais nova, as princesas Tsuguko e Ayako de Takamado. Elas cresceram numa mansão dentro dos jardins do Palácio Akasaka, no bairro Minato.
Assim como outros membros da família imperial, ela foi educada na prestigiada Gakushuin desde o ensino primário até o ensino médio.
Em 2002, quando tinha catorze anos, seu pai veio a falecer vítima de insuficiência cardíaca. Após a morte do marido, a mãe de Noriko, a Princesa Takamado, começou a desempenhar deveres oficiais mais ativamente.
Em abril de 2007, ela ingressou na Universidade de Gakushuin e expressou sua vontade de estudar Psicologia Clínica.
Em julho de 2008, ela atingiu a maioridade dentro da família imperial, podendo desempenhar deveres em nome do Imperador. Ela compareceu a alguns eventos oficiais ao lado de outros membros e também sozinha.
A princesa graduou-se em março de de 2011 pelo Departamento de Psicologia da Gakushuin.
Em 27 de maio de 2014, aos vinte e cinco anos, a princesa Noriko anunciou seu noivado com o kannushi Kunimaro Senge, de quarenta anos. Ele é o filho mais velho de Takamasa Senge, o principal sacerdote do Santuário de Izumo, na cidade de Matsue, na província de Shimane. Eles se conheceram em abril de 2007, quando ela e sua mãe foram visitar o templo.
Os dois se casaram no dia 5 de outubro, numa cerimônia privada ocorrida no Santuário de Izumo. Como requerido pela Lei Imperial de 1947, ela teve de renunciar a seu título de princesa, deixando de integrar a Família Imperial. Como dote, Noriko recebeu o pagamento de 106,75 milhões de ienes do governo japonês.

## Títulos e estilos
- 22 de julho de 1988 — 5 de outubro de 2014: Sua Alteza Imperial a princesa Noriko de Takamado
- 5 de outubro de 2014 — presente: Sra. Kunimaro Senge

### Honras nacionais
- Membro da Ordem da Coroa Preciosa, 2ª ClasseReferências

1. ↑  «Funeral held for Japan's prince» (em inglês). 29 de novembro de 2002
2. ↑  «愛育病院». www.aiiku.net (em japonês). Consultado em 30 de outubro de 2017
3. ↑  «出雲大社のホームページです。». 出雲大社 (em japonês). Consultado em 30 de outubro de 2017